# Palmeral de Orihuela

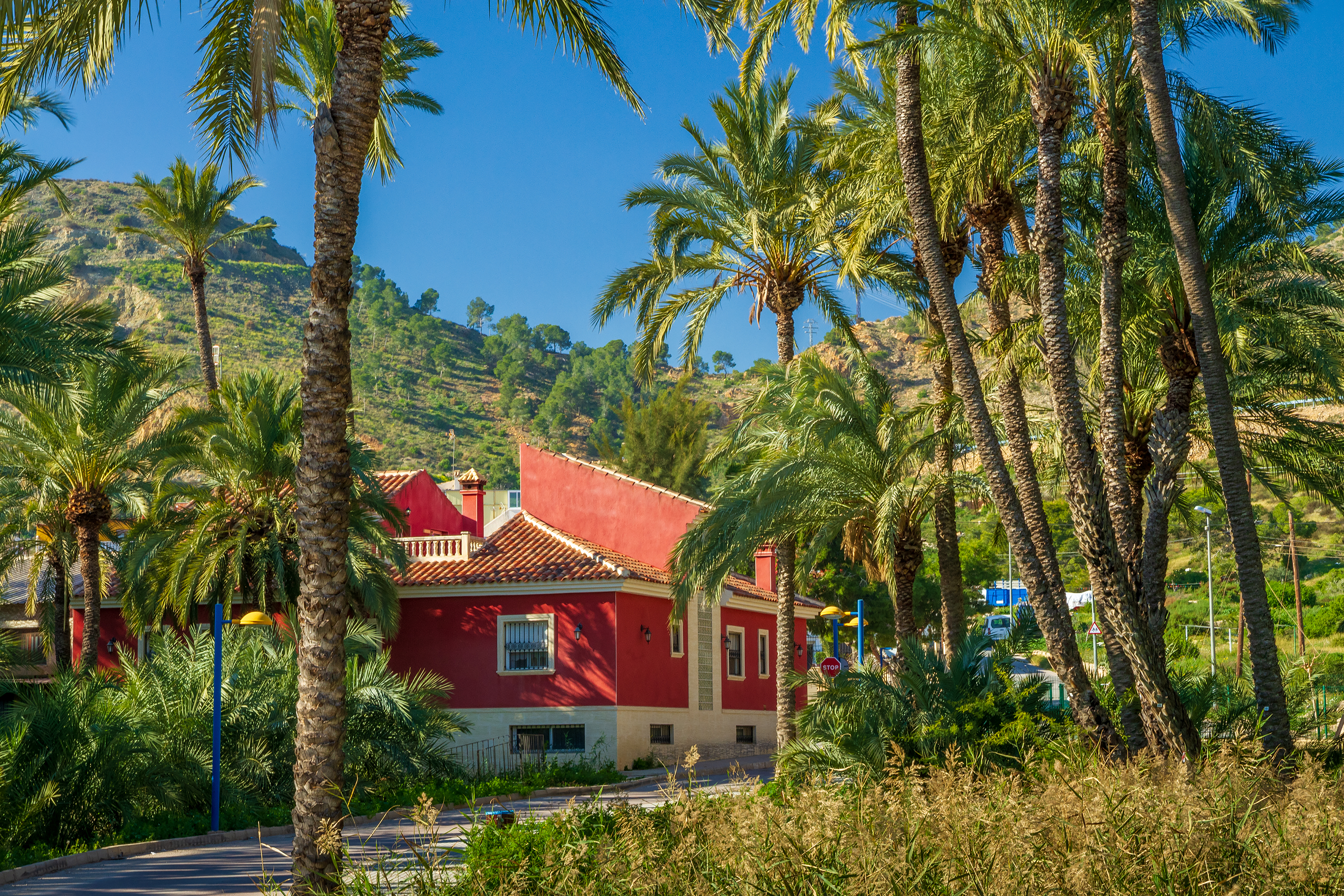
El palmeral de Orihuela

El Palmeral de Orihuela, también denominado Palmeral de San Antón, es un palmeral situado en Orihuela (Alicante) España, entre los barrios del Palmeral, San Juan y San Antón y la pedanía de El Escorratel. Es una gran extensión de palmeras dentro que limita con el casco urbano e histórico de Orihuela (Alicante). Es el segundo palmeral más grande de Europa, solo superado por el de Elche.
Otra de las características del palmeral es el hecho de haber surgido a los pies de la Sierra de Orihuela, que rodea al palmeral por el sur, oeste y el norte y teniendo a los pies la Huerta de Orihuela, lo que supone una conexión entre una extensa zona de secano (el palmeral) y una extensísima zona de regadía surcada por el río Segura y multitud de acequias.
El palmeral se encontraba atravesado por el Camino Real que venía de Valencia, pasando por Alicante, Elche, Callosa de Segura hasta Orihuela. De hecho al oeste del palmeral se encuentra la puerta este de la muralla de Orihuela, llamada puerta de la Olma.
El principal tipo de palmera que se encuentra es la llamada Phoenix dactylifera que fue llevado allí por los musulmanes cuando ocuparon la península ibérica. En el interior del palmeral se ha creado en una zona menos densamente poblada un vivero de este tipo de palmeras para ir aumentando la población de palmeras e ir sustituyendo las que mueren por nuevos ejemplares.
La palmera o palma se cotiza muy bien en el mercado español y también en las exportaciones clandestinas; es muy importante la industria datilera y la confección de palmas, que son sus ramas llevadas a un proceso especial de secado. De hecho, durante una época (década de los 70) algunas de las palmeras de este palmeral fueron vendidas a Niza o Mónaco para ornamentar sus calles.
Del mismo modo, se ha llevado a cabo una limpieza de palmeras de otras especies, siendo distribuidas por las calles de Orihuela (Alicante), con el fin de evitar que en el palmeral surjan bosquejos de otras especies fuera de la autóctona.
El Palmeral de Orihuela ha sido declarado Lugar de Interés Comunitario por la Unión Europea, dentro de la red Natura 2000. Del mismo modo, posee declaración singular de Bien de Interés Cultural del patrimonio Histórico Español.
En 2004 se detectó que había ejemplares de palmeras infectados por larvas de picudo rojo (Rhynchophorus ferrugineus). Este insecto, es un escarabajo, pone sus huevos en el interior de la palmera, y cuando eclosionan los huevos, las larvas se alimentan del tallo de la palmera. Su procedencia se cree que es a partir de palmeras no autóctonas traídas de América y que se fueron reproduciendo en jardines y parques de la ciudad hasta que llegaron al palmeral. En la actualidad la Universidad Miguel Hernández de Orihuela, firmó un convenio renovado en 2008 por el que estudia e intenta atajar esta plaga.

## Origen
El Palmeral de Orihuela se cree fue creado por los primeros habitantes musulmanes tras la conquista de Orihuela. Los árabes siguieron la misma táctica de protección y aumentaron la plantación. Pronto se hizo una gran sistema de acequias para regar la Huerta de Orihuela, lo que produjo que inevitablemente el propio palmeral se viera surcado por algunas de ellas. En la actualidad el palmeral de Orihuela está surcado por la acequia de Almoradí, la acequia de Callosa, y los azarbes de El Escorratel y de las Fuentes. Además el palmeral se encontraba regado por un manantial que manaba del monte de San Miguel, que fue trasformado en Balneario en el siglo XIX.
Además, debido al sistema de acequias, se posibilitó incluso la extensión de plantaciones de regadío al palmeral aprovechando la altura de estos árboles, lo que creó un sistema original de agricultura intensiva en plena Edad Media.

## Composición
La forma del palmeral se encuentra muy influida por el lugar donde ha surgido, al abrigo de la sierra de Orihuela al norte, el monte de San Miguel al sur y el oriolet al oeste. El palmeral posee una forma de media luna que le convierte en un ecosistema único, tanto por su forma, como por el hecho de surgir al abrigo de la montaña y limitando con la huerta de Orihuela, que incluso llegó a ocupar parte su superficie. Todas estas características lo han convertido en un sistema único de agricultura, uniendo a ello su carácter histórico y la ingeniería del agua que los surca, creada por los musulmanes.
Parte del palmeral es de propiedad municipal. Sin embargo algunos bosques siguen siendo de propiedad privada. En la actualidad el interés del ayuntamiento es adquirir la totalidad del palmeral, y acrecentar el número de palmeras del tipo Phoenix dactylifera, evitando que surjan bosques de otro tipo de palmeras importadas y que nada tienen que ver con el Palmeral de Orihuela. Además, se ha prohibido el encapuchamiento de palmeras de todo el término municipal para la realización de las palmas de Domingo de Ramos, que perjudican el crecimiento normal de la palmera.
Algunos ejemplares tienen más de 300 años. Hay que tener en cuenta que la palmera tiene una vida media de 250 a 300 años. Las palmeras que componen el bosque son de la misma especie que las de los palmerales de Oriente próximo, Arabia Saudita e Irán. Son datileras y es en diciembre cuando dan su fruto. Además hay algunas otras especies tropicales.
A diferencia del Palmeral de Elche, este no se ha visto perjudicado por el crecimiento de la ciudad, ya que la ciudad ha crecido hacia el sur, oeste y este, lo que ha permitido la supervivencia del paisaje simbiótico que creaban la sierra, el palmeral y la Huerta que le da carácter único en el mundo.
Sobre la base de esto, está abierto el expediente para la declaración del palmeral como Patrimonio de la Humanidad.[cita requerida]